# Känguru (Platinmünze)
| Känguru     | Känguru                                                                   |
| ----------- | ------------------------------------------------------------------------- |
| Metall:     | 99,95 % Pt                                                                |
| Rand:       | geriffelt                                                                 |
| Prägejahre: | seit 2018                                                                 |
| Vorderseite |                                                                           |
| Motiv:      | springendes Känguru in Strahlenkranz und Schriftzug „AUSTRALIAN KANGAROO“ |
| Rückseite   |                                                                           |
| Motiv:      | Elisabeth II.                                                             |

Der Känguru ist eine australische Anlagemünze, die seit 2018 von der Perth Mint geprägt wird. Die Platinmünze zeigt auf ihrer Bildseite ein springendes Känguru in einem Strahlenkranz und den Schriftzug „AUSTRALIAN KANGAROO“. Auf der Wertseite ist, wie es auch bei anderen Münzen des Commonwealth üblich ist, ein Porträt von Königin Elisabeth II. abgebildet.
Folgende Münze wird geprägt:
| Größe  | Durchmesser | Dicke   | Gewicht | Nennwert | Prägejahre |
| ------ | ----------- | ------- | ------- | -------- | ---------- |
| 1 Unze | 32,1 mm     | 2,70 mm | 31,12 g | 100 AUD  | seit 2018  |